# Peróxido de uranilo

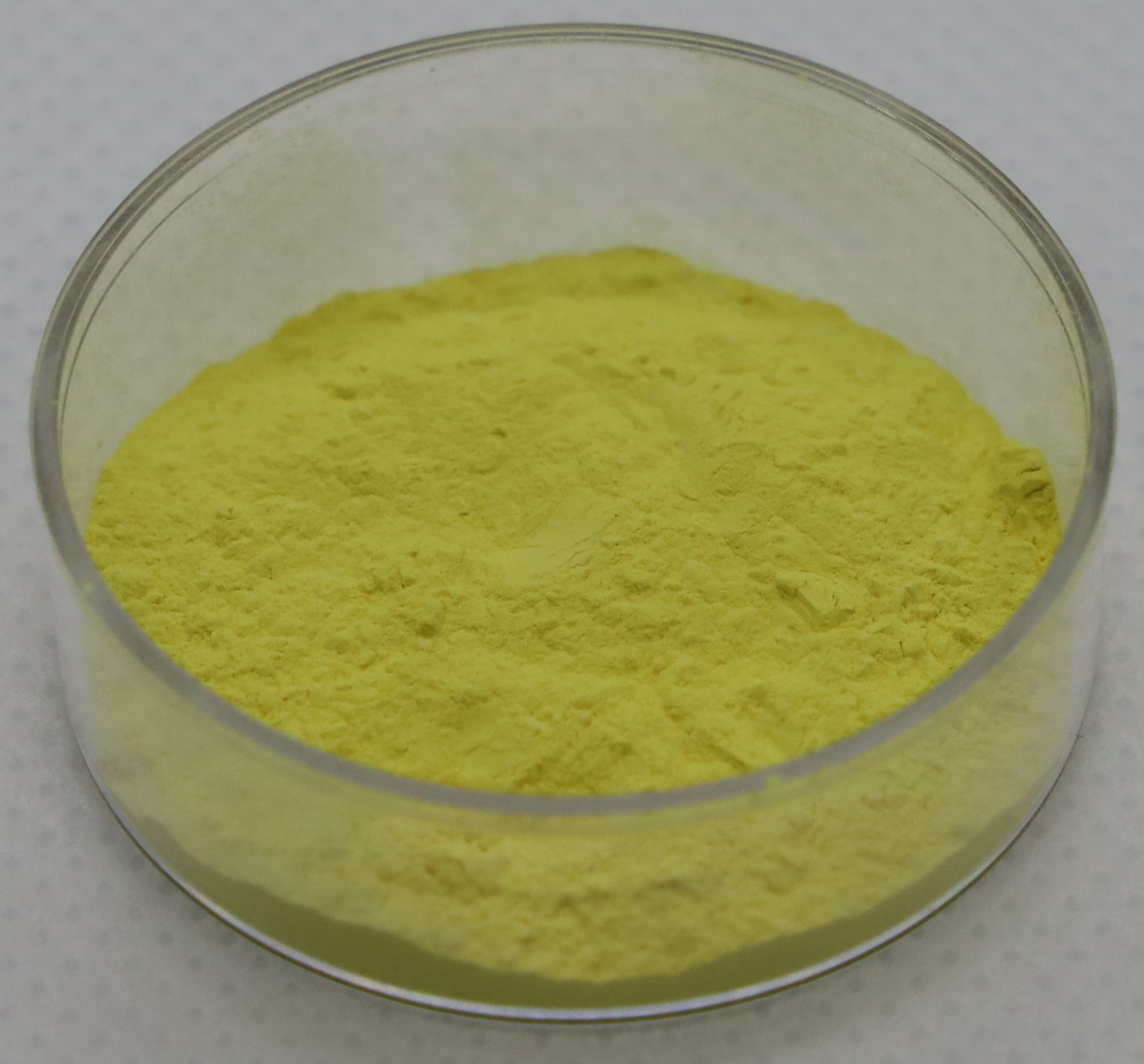
Peróxido de uranilo

Peróxido de uranilo ou hidrato de peróxido de urânio (UO4·nH2O) é um peróxido de urânio solúvel, amarelo-claro. Foi encontrado presente em um estágio do ciclo de combustível de urânio enriquecido e no bolo amarelo preparado por meio de lixiviação in situ e sistema de troca iônica de resina. Este composto, também expresso como UO 3 ·(H2O2)·(H2O), é muito semelhante ao hidrato de trióxido de urânio UO3·nH2O. O comportamento de dissolução de ambos os compostos é muito sensível ao estado de hidratação (n pode variar entre 0 e 4). 
Os minerais uranila studtita, UO4·4H2O, e metastudtita, UO4·2H2O, são os únicos minerais descobertos até o momento que contêm peróxido. O produto é um pó amarelo claro.
Em geral, o peróxido de uranila pode ser obtido a partir de uma solução de urânio (VI) pela adição de um peróxido, geralmente uma solução de peróxido de hidrogênio. O di-hidrato é obtido a partir de uma solução fervente de nitrato de uranilo com adição de peróxido de hidrogênio e secagem do precipitado, enquanto o tri-hidrato é precipitado a partir de uma solução de oxalato de uranilo de amônio.
A radiólise de sais de urânio dissolvidos em água produz peróxidos; o peróxido de uranila tem sido estudado como um possível componente final de resíduos radioativos usados. 